# Кольёль
Кольёль  — деревня в Сысольском районе Республики Коми в составе сельского поселения  Визинга. 

## География
Расположена у юго-восточной окраины районного центра села Визинга.  

## История
Известна с 1719 года.

## Население
Постоянное население  составляло 67 человек (коми 76%) в 2002 году, 36 в 2010 .